# La Prophétie des grenouilles
Pour plus de détails, voir Fiche technique et Distribution.
La Prophétie des grenouilles est un film français d'animation réalisé par Jacques-Rémy Girerd et produit par le studio Folimage, sorti en 2003. Employant la technique du dessin animé, il suit l'aventure d'une famille qui, avertie par les grenouilles de l'imminence d'un nouveau Déluge, construit une arche et entreprend de sauver tous les animaux.
Très bien accueilli par les médias, le film est un succès commercial avec un peu plus d'un million d'entrées en France, et il est récompensé par plusieurs prix.
C’est le premier long-métrage d’animation réalisé par Folimage.

## Synopsis
La vie s'écoule paisiblement : Tom est un enfant de 10 ans qui vit avec celui qu'il appelle « grand-père », Ferdinand, fermier à la longue barbe blanche et celle qu'il appelle « maman », Juliette, femme noire très bienveillante ; Juliette et Ferdinand sont les parents adoptifs du jeune garçon. Ils vont retrouver Lili, petite fille de 9 ans dont il est amoureux, et dont les parents, propriétaires du zoo local, doivent s'absenter afin d’aller en Afrique, pour rapporter dans ce dernier des crocodiles. Mais tout ne semble pas si rose : les grenouilles de tous les étangs et mares de la région se livrent à d'étranges réunions où elles échangent des données numériques. Lors de la grande réunion, la sentence tombe : les résultats rapportés par toutes les grenouilles annoncent un déluge de 40 jours et 40 nuits et toutes les terres seront noyées sous les eaux.
Les grenouilles tentent d'avertir les humains. Tom et Lili les entendent mais il est déjà trop tard : le déluge survient. Heureusement, la famille, les animaux de la ferme et ceux du zoo des parents de Lili parviennent à se réfugier dans la tour poulailler. Lorsque le climat se calme, ils se rendent compte que la tour flotte sur la chambre à air trop gonflée du tracteur de Ferdinand et qu'ils semblent être les seuls survivants.
Aussitôt est posée la question de la subsistance. Ferdinand a heureusement entreposé 28 tonnes de pommes de terre au dernier étage de la tour : tout le monde, de la poule au lion, se nourrit donc de frites.
Seule la personnalité de Ferdinand, respecté de tous, permet à la petite société de fonctionner. D'autant que les carnivores remettent en cause leur régime unique et aimeraient manger de la viande. Une tortue blessée, échappée d'une attaque de crocodiles, vient s'ajouter à la petite troupe. Ses explications et le fait qu'elle ait dû sa survie à la bouée des parents de Lili fait comprendre à cette dernière que ses parents sont morts. Finalement, un jour, les carnivores sont interpellés par une voix mystérieuse qui les incite à se rebeller, et ils tentent de dévorer une chèvre. Ferdinand intervient à temps et les place dans la baignoire, attachée à l’embarcation par une corde, pour les punir.
Un soir, la tortue fait des signaux de lumière et des crocodiles s'approchent. On apprend alors qu'elle leur a promis de les laisser dévorer tout le monde et qu'elle leur indiquera quand le moment sera opportun. Les carnivores ayant, depuis leur baignoire, surpris les paroles de la tortue, elle prétend que tout est la faute de Ferdinand, puis elle leur permet de regagner discrètement l'embarcation, d'où ils prennent le pouvoir. Ferdinand est jeté à la mer par les carnivores, où le suit Juliette ; Tom et Lili sont capturés et ligotés en vue de servir de petit-déjeuner. La tortue avoue alors vouloir se venger des humains, qui ont fait tant de mal à son espèce.
Peu de temps avant l'aube, elle donne le signal aux crocodiles, mais est remarquée par les carnivores qui se lancent à sa poursuite. On découvre également qu'elle les a encouragés à se révolter pour mieux les manipuler. Au même moment, le chat Bernard libère les deux enfants, qui libèrent à leur tour les herbivores. Tous ensemble, ils font fonctionner le vieux tracteur de Ferdinand (auquel est attaché un système de roue à aube), ce qui leur permet de fuir les crocodiles : une course poursuite s'engage, au cours de laquelle Ferdinand et Juliette, à la dérive depuis deux jours, sont retrouvés.
Finalement, la tortue parvient à bloquer le tracteur. C'est le face-à-face entre la petite troupe et les crocodiles. Un des éléphants parvient alors à retirer sa carapace à la tortue : tout le monde découvre alors les œufs qu'elle conservait, qu'elle prétend être les siens mais qui sont en réalité ceux des crocodiles — qu'elle a donc également trompés. Le rapport de force est modifié et tout le monde se retourne contre la tortue, qui est sur le point d'être mise à mort. C'est alors que Ferdinand regagne l'embarcation ; il appelle vigoureusement la foule des animaux à la clémence. Tout le monde se réunit autour d'une chanson du capitaine.
Peu de temps après, un jour de brouillard, la chatte Françoise met bas, suscitant l'intérêt de tous. On aperçoit alors les éléphants Roger et Denise en face de la porte. Ce qui signifie qu'ils sont descendus de l'embarcation ! En effet, le "bateau" s'est échoué sur une montagne. Lorsque la brume se lève, on remarque que chaque sommet est coiffé d'un bateau, que les hommes ont survécu. Pour célébrer la fin du déluge, une grande fête est organisée, où finissent par arriver les parents de Lili, qui non seulement sont en vie mais ne sont au courant de rien, dans la mesure où le déluge n'avait pas touché l'Afrique.

## Fiche technique
- Titre : La Prophétie des grenouilles
- Réalisation : Jacques-Rémy Girerd
- Scénario : Jacques-Rémy Girerd, Antoine Lanciaux, Iouri Tcherenkov
- Direction artistique : Iouri Tcherenkov
- Musique originale : Serge Besset
- Image : Benoît Razy
- Montage : Hervé Guichard
- Création des décors : Jean-Loup Felicioli
- Création des personnages : Zoïa Trofimova
- Producteur : Jacques-Rémy Girerd
- Producteur exécutif : Patrick Eveno
- Sociétés de production : Folimage, France 2 Cinéma, Studiocanal Rhône-Alpes Cinéma
- Société de distribution : BAC Films  & Studiocanal
- Pays d'origine :  France
- Langue originale : français
- Genre  : Film d'animation
- Durée : 90 minutes
- Dates de sortie :
  - France : 3 décembre 2003
  - Belgique : 10 décembre 2003
  - Danemark : 17 septembre 2004
  - Italie : 15 octobre 2004
  - Norvège : 22 octobre 2004
  - Autriche : 5 novembre 2004
  - Hongrie : 16 décembre 2004
  - Thaïlande : 6 janvier 2005
  - Suède : 7 janvier 2005
  - Finlande : 15 avril 2005
  - Espagne : 23 décembre 2005

## Voix françaises
- Michel Piccoli : Ferdinand
- Laurentine Milebo : Juliette
- Coline Girerd : Lili Lamotte
- Kevin Hervé : Tom
- Anouk Grinberg : La tortue
- Michel Galabru : Roger l'éléphant
- Annie Girardot : Denise l'éléphante
- Luis Rego : René Lamotte
- Manuela Gourary : Louise Lamotte
- Jacques Higelin : Le lion
- Bernard Bouillon : Le renard
- Romain Bouteille : Le loup
- Liliane Rovère : La grenouille doyenne
- Jacques Ramade : Les cochons
- Pierre-François Martin-Laval : La girafe
- Raquel Esteve Mora : Grenouille
- Patrick Eveno : Bernard le chat
- Véronique Groux de Miéri : Grenouille
- Roseline Guinet : Grenouille
- Jacques Kessler : Voix météo/Le lapin
- Georgia Lachat : La chèvre/Grenouille
- Françoise Monneret : Françoise la chatte/Grenouille
- Gilles Morel : Les crocodiles/Le cheval
- Bénedicte Serre : Grenouille
- Line Wible : La vache/Grenouille
- Jean-Pierre Yvars : Le tigre

## Accueil

### Accueil critique
Lors de sa sortie en France, le film reçoit un excellent accueil de la part de la critique. Le site Allociné attribue au film une moyenne de 4,31 sur 5 fondée sur l'interprétation de 13 critiques.

### Box-office
Le film réunit 96 519 spectateurs en première semaine, et totalise 450 535 entrées après un mois d'exploitation. Le film a réuni un peu plus d'un million de spectateurs en France.

## Récompenses et distinctions
- Grand Prix du festival international du film d'animation d'Ottawa.
- Ours de verre du festival international de Berlin.
- Grand Prix du Festival de Bangkok.
- Grand Prix d'Espinho-Porto.

## Produits dérivés

### Livre
Jacques-Rémy Girerd écrit lui-même un livre racontant l'histoire du film, La Prophétie des grenouilles, qui paraît chez Hachette en 2003. Il est ensuite réédité chez le même éditeur au format poche.

### Éditions en vidéo
Le film sort en France en combo DVD + Blu-ray édité par Folimage le 5 novembre 2019. En guise de bonus, on y trouve un making of de 56 minutes et deux dossiers pédagogiques, l'un édité par la Ligue de l'enseignement (PDF de 16 pages) et l'autre par le réseau éducatif Canopé (PDF de 16 pages).